# 有意义学习
有意义学习是由美国心理学家奥苏伯尔提出，与机械学习相对的概念，指符号所代表的新知识与学习者认知结构中已有的知识建立实质性的和非人为的联系。

## 进行有意义学习的条件
- 学习材料本身具有逻辑意义；
- 学生的认知结构中具备与新知识相联系的知识准备；
- 学生具有意义学习的心向；